# Bédivère
Bedivere (ou Bédivère, Bediver, dérivé du gallois Bedwyr) est un chevalier de la Table Ronde dans la Légende arthurienne. Fréquemment associé à Keu, il sert le roi Arthur en qualité de connétable et il est l'un de ses plus proches conseillers. Après la mort du roi et d'après Le Morte d'Arthur, c'est lui qui rend Excalibur à la Dame du Lac. On le décrit comme très habile aux échecs et aux tables. Sire Lucan est son frère, et sire Girflet son cousin.

## Étymologie et terminologie
Bédivère apparaît dans un grand nombre de textes et de manuscrits de la légende arthurienne en gallois, français et anglais, aussi des noms variés se rencontrent : Bedevere, Bedwyn, Bedwyr, Bedour, Bediver, Baudoyer. Bedwyr est le nom gallois. Il apparaît également dans le toponyme breton Saint-Péver, attesté sous la forme Saint Bezver en 1444.

## Bedivere dans la littérature médiévale
La carrière littéraire de Bédivère peut être divisée en cinq grandes périodes : un rôle de premier plan dans les textes gallois, une éclipse dans les textes français, un retour dans Le Morte d'Arthur de Thomas Malory, un passage comme narrateur dans les œuvres d'Alfred Tennyson, enfin un rôle de premier plan lui est ré-attribué dans les œuvres arthuriennes récentes.

### Origines galloises
Bédivère est un « porteur de diadème » de l'île de Bretagne. Son nom en gallois est Bedwyr Bedrydant ou Bedry-dant. Il est le fils de Pedrawd ou Bedrawc (Bedrydant). C'est aussi « le plus bel homme de la cour du roi Arthur ». Le conte des Mabinogion Culhwch ac Olwen lui attribue un fils, Amren, et une fille, Eneuawg ou Eneuawc. Il est décrit comme n’ayant qu’une main, ce qui ne l’empêche pas d’être un excellent combattant. Il accompagne Arthur et Kulhwch à la recherche d'Olwen. Il réalise une action d'éclat quand Yspaddaden, le géant père d'Olwen, lance un épieu empoisonné dans leur direction. Bedwyr parvient à s'en emparer et à le renvoyer sur la rotule du géant. Il est cité dans un poème du livre noir de Carmarthen, où il participe à la dixième bataille d'Arthur, sur les bords de la rivière Tryfrwyd. Il est cité dans un poème parlant des batailles de Cadwallon, dans le livre rouge de Hergest.

## Textes ultérieurs
Geoffroy de Monmouth et Wace lui donnent un rôle très important, alors que chez Chrétien de Troyes, il est un personnage secondaire. Il est toujours un loyal allié d'Arthur.

### Historia Regum Britanniae
Geoffroy de Monmouth le nomme « Beduerus » dans l’Historia Regum Britanniae. Bédivère reçoit de son roi une province pour l'aide qu'il lui a apportée. Bédivère aide Arthur et Keu à se battre contre le Géant du mont Saint-Michel et rejoint Arthur dans sa guerre contre l'empereur romain (imaginaire) Lucius. Il meurt durant la bataille.

### Le Morte d'Arthur
Dans plusieurs versions anglaises de la mort d'Arthur, notamment Le Morte d'Arthur de Thomas Malory et la Morte Arthure allitérative, Bédivère et Arthur sont parmi les rares survivants de la Bataille de Camlann. Après la bataille, à la demande du roi mortellement blessé, Bédivère rend Excalibur à la Dame du Lac en la lui lançant. Bedivere se rend deux fois au bord du lac sans parvenir à la jeter, et ne le fait réellement qu'au bout de la troisième fois. Il entre alors dans un ermitage où il passera le reste de sa vie. Le lai du cor et la première continuation de Perceval attribuent ce geste à Girflet.

## Analyses
Bedwyr apparait dans la plus ancienne matière arthurienne et fait partie des premiers chevaliers associés au roi Arthur, avec le sénéchal Keu. Certains supposent qu’il pourrait avoir été un personnage historique réel. Il est très fréquemment associé au sénéchal Keu.

## Interprétations modernes
Bedivere reste un personnage populaire dans la littérature moderne. Certains auteurs tels que Rosemary Sutcliff, Gillian Bradshaw, John M. Ford et Mary Stewart lui donnent même le rôle traditionnel de Lancelot comme amant de Guenièvre, Lancelot ayant été selon eux ajouté au cycle trop tard pour être historique. Dans les Chroniques de Bernard Cornwell, Bédivère a un rôle mineur, car beaucoup de ses actes légendaires (comme lancer Excalibur dans le lac, ou selon l'histoire de Cornwell, dans la mer) sont effectués à la place par le protagoniste Derfel Cadarn.
Dans le film des Monty Python sorti en 1975, Sacré Graal, Sir Bedevere the Wise (Sir Bedivere le Sage) est joué par Terry Jones. Dans la comédie musicale de Broadway Spamalot qui en est adaptée, il est à l'origine joué par Steve Rosen. Il est décrit comme un maître de la très étrange logique des temps anciens, prétendant à un moment donné que la Terre est en forme de banane. Arthur lui demande plus tard comment les vessies de mouton peuvent être utilisés pour empêcher les tremblements de terre. Bien que sa logique soit bizarre (il condamne à mort une femme comme sorcière, parce qu'elle pèse autant qu'un canard en utilisant sa balance), il est extrêmement fidèle à Arthur et il s'agit du seul personnage principal présent avec Arthur à la fin du film. Bédivère apparaît comme personnage principal dans la nouvelle Grailblazers par Tom Holt, bien qu'il soit souvent désigné par ses compagnons (les autres chevaliers arthuriens) sous le nom de Bedders au cours de leur quête du Saint Graal.
L'acteur béninois-américain Djimon Hounsou l'interprète dans Le Roi Arthur : La Légende d'Excalibur (King Arthur: Legend of the Sword) de Guy Ritchie, sorti en 2017.
En 2021 c'est l'acteur Stanley Tucci qui joue le rôle de Bedivere dans "The King's Man : Première Mission" de Matthew Vaughn.
Dans le film Kaamelott : Premier Volet (2021), Bedever, interprété ici par Stephan Lhuillier, est un habitant du pays de Gaunes qui, tout comme son jeune frère Lucan et son cousin Girflet, fait partie de la résistance organisée par Bohort.